# Santa Llocaia
|  | Per a altres significats, vegeu «Església de Santa Llocaia». |

Santa Llocaia (en francès Sainte-Léocadie) és una comuna de la Catalunya del Nord, a la comarca de l'Alta Cerdanya. Administrativament, pertany a l'Estat francès. Antigament, era coneguda com Darnaculleta.

## Geografia

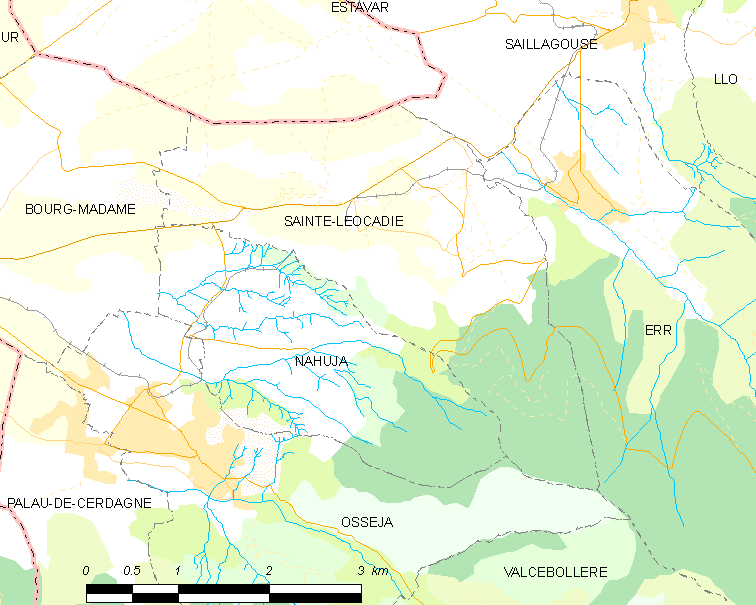
Mapa de la vila de Sant Llocaia

Els seus barris són: la Vall de Llus, Santa Llocaia, Freixes del Puigmal i Llus. Al barri de la Vall de Llus, hom hi havia de fer un centre turístic, que s'anomenaria "Els Verns Resort de muntanya". També en formaria part el municipi de Palau, però la crisi financera global de l'any 2008 va impedir-ho: les obres que en aquell moment es trobaven en la primera fase d'execució, es van paralitzar, fins al dia d'avui.
Al nucli de Santa Llocaia és on hi ha la batllia, l'església, un museu, el cementiri i alguna casa de pagès. També hi ha una zona on hi ha la granja i alguna altra casa. Hi passa un GR que va a Naüja, Oceja, etc., i per l'altra banda, va cap a Er i Llo i continua cap a la zona del Puigmal.
Llus és un nucli de Santa Llocaia on hi ha apartaments i cases, i també hi ha una zona de pícnic amb uns gronxadors, una pista de tennis i una de bàsquet un camp de minigolf, etc. No hi ha zones comercials.

## Administració

### Adscripció cantonal
Des de les eleccions cantonals del 2015, Santa Llocaia forma part del Cantó dels Pirineus Catalans.

### Serveis comunals mancomunats
Santa Llocaia pertany a la Comunitat de comunes Pirineus Cerdanya, amb capitalitat a Sallagosa, juntament amb Angostrina i Vilanova de les Escaldes, Dorres, Enveig, Èguet, Er, Estavar, la Guingueta d'Ix, Llo, Naüja, Oceja, Palau de Cerdanya, Porta, Portè, Sallagosa, Targasona, La Tor de Querol, Ur i Vallcebollera.

## Llista de batlles
Llista de batlles de la vila de Santa Llocaia.
| Període   | Batlle                                         | Partit | Nota                        |
| --------- | ---------------------------------------------- | ------ | --------------------------- |
| 1973-2020 | Joan Maria Aris (Jean-Marie Aris)              |        | Fill de Miquel Aris         |
| 1943-1973 | Miquel Pere Aris (Michel Pierre Aris)          | DVD    | Important terratinent cerdà |
| 1939-1943 | Bonaventura Montellà (Bonaventura de Montellà) |        |                             |
| 1935-1939 | Miquel Pere Aris (Michel Pierre Aris)          | DVD    | Important terratinent cerdà |
| 1919-1935 | Bonaventura Montellà (Bonaventura de Montellà) |        |                             |
| 1918-1919 | Joseph Alart                                   |        |                             |
| 1894-1918 | Miquel Joseph Aris (Michel Joseph Aris)        |        |                             |
| 1871-1894 | Bonaventura Montellà (Bonaventura de Montellà) |        |                             |
| 1870-1871 | Salvador Arró (o Arro)                         |        |                             |
| 1865-1870 | Bonaventura Montellà (Bonaventura de Montellà) |        |                             |
| 1848-1865 | Joseph Montellà (Joseph de Montellà)           |        |                             |
| 1840-1848 | Joseph Alart                                   |        |                             |
| 1837-1840 | Joseph Montellà (Joseph de Montellà)           |        |                             |
| 1831-1837 | Miquel Arís (Michel Aris)                      |        |                             |
| 1815-1831 | Laurent Delcasso                               |        |                             |
| 1798-1815 | Gabriel Gerbès                                 |        |                             |
| 1792-1798 | Francesc Montellà (Francesc de Montellà)       |        |                             |

## Demografia
| 1962 | 1968 | 1975 | 1982 | 1990 | 1999 |
| ---- | ---- | ---- | ---- | ---- | ---- |
| 71   | 74   | 74   | 81   | 116  | 140  |